# Sumayyah bint Khabbat
Sumayyah bint Khabbat (Árabe: سمية بنت خباطّ; c.550-c.615) fue el primer miembro de la Ummah (en árabe: أمّـة‎, Comunidad) islámica en convertirse en shahidah (en árabe: سمية بنت خباطّ‎: شـهـيـدة, mártir).

## Primeros años
Era una esclava abisinia de Abu Hudhayfa ibn al-Mughira, un miembro del clan Makhzum de La Meca.
Su amo la dio en matrimonio a Yasir ibn Amir, quién era del clan Malik de la tribu Madhhij de Yemen. Después de llegar a La Meca buscando un hermano perdido, había decidido quedarse allí bajo la protección de Abu Hudhayfa.: 188  Sumayyah dio a luz a su hijo Ammar hacia 566.: 188  Yasir también tuvo otros dos hijos, Hurth y Abdullah, pero nada indica que Sumayyah fuera la madre.: 189 
Un tiempo después, Abu Hudhayfa liberó a Sumayyah y su hijo Ammar; pero quedaron como sus clientes por el resto de su vida.: 188  Se dice que Abu Hudhayfa murió "antes del Islam"; otra versión cuenta que "era uno de los que se burlaban del Profeta".

## Conversión al islam
Según una tradición, Sumayyah fue la séptima persona en "mostrar el Islam", después de los primeros seis: Mahoma, Ali, Bilal, Khabbab, Suhayb y su hijo Ammar.: 178  Pero "mostrar el Islam" podría referirse a algo distinto a la conversión entonces, según otra tradición, Ammar no fue convertido hasta después de que los musulmanes entraron en la casa de al-Arqam "después de treinta hombres".: 189  Yasir y su hijo Abdullah también se convirtieron "en el auge del Islam," pero Hurth había sido asesinado por el clan Dil antes de 610.: 188–189 : 185 : 189 
Los Quraysh perseguían a los musulmanes de bajo rango social.: 143  Sumayyah y su familia eran vulnerables desde la muerte de su patrón, y fueron otros miembros del clan Makhzum quienes les torturaron para presionarles a abandonar su nueva fe.: 145  En una ocasión la metieron en un gran cántaro lleno de agua y la alzaron de modo que no pudiera huir. Ella, Yasir y Ammar también fueron forzados a permanecer bajo el sol al calor del mediodía vestidos con abrigos de pieles.: 145 : 178  Mahoma pasó mientras estaban así y les instó, "Paciencia, Oh familia de Yasir! Vuestro lugar de reunión será el Paraíso.": 145 : 190 
A pesar de que es descrita como "una vieja y frágil mujer", Sumayyah se mantuvo firme y rechazó abandonar el Islam.: 145 

## Muerte
Al anochecer Abu Jahl, también miembro del clan Makhzum, fue a verla allí de pie y empezó a insultarla. Terminó acuchillándola y la empaló con su lanza por sus partes íntimas.: 145 : 178 
Cuando Abu Jahl fue muerto en Badr, Mahoma le dijo a Ammar, "Alá ha matado al asesino de vuestra madre.": 186 
Tabari menciona una historia alternativa de la vida de Sumayyah. Dice que se casó con un esclavo bizantino llamado Azraq después de la muerte de Yasir. Le dio un hijo llamado Salamah y su descendencia se casó en la familia Umayyad. Tabari también señala que algunas historias pueden deberse a una posible confusión entre dos mujeres mecanas contemporáneas llamadas ambas Sumayyah.